# Evolyn
Evolyn es una startup creada en 2022 para competir con Eurostar en la línea de alta velocidad Londres-Eurotúnel, y en las líneas LGV Nord, LGV Sud-Est y LAV 1 con servicios entre las estaciones de Londres, Bruselas, Ginebra y París.
Creada el 8 de abril de 2022 como New Railways Mobility Limited, cambió de denominación a Evolyn Mobility Limited el 19 de junio de 2023.
Tiene previsto tener todo su parque móvil operativo en 2026. La empresa ha hecho público su acuerdo para la adquisición de doce trenes de alta velocidad Avelia de Alstom, con la posibilidad de adquirir cuatro más.
En 2025 firmó un memorándum de entendimiento con Ferrovie dello Stato Italiane para iniciar operaciones a través del Eurotúnel en 2029 con servicios Londres-París, además de posibles extensiones hacia otras ciudades como Lille, Ashford, Lyon, Marsella o Milán.